# Karlheinz Deschner
Karlheinz Deschner (Bamberga, 23 maggio 1924 – Haßfurt, 8 aprile 2014) è stato uno storico e saggista tedesco.
Si è distinto soprattutto per le sue opere storiografiche di impostazione critica nei confronti della Chiesa cattolica e del cristianesimo in generale: tra esse, in particolare, vi è la Storia criminale del cristianesimo, in 10 tomi.

## Biografia
Karlheinz era il maggiore di tre figli di Karl e Margareta Karoline, nata Reischböck. Il padre era una guardia forestale a Bamberga, nel land della Baviera, ed era cattolico, mentre la madre era protestante, e, cresciuta nelle tenute del padre in Franconia e in Bassa Baviera, in seguito si convertì al cattolicesimo. Karlheinz frequenta la scuola elementare a Trossenfurt (nelle vicinanze di Würzburg), tra il 1929 e il 1933. In seguito frequenta il seminario francescano a Dettelbach.
Qui, in principio, vive con la famiglia del suo padrino e garante, il consigliere clericale Leopold Baumann, per trasferirsi poi all'interno del convento francescano. Dal 1934 al 1942 Deschner frequenta il Alte, Neue und Deutsche Ginnasio come studente nel collegio tenuto da carmelitani e suore inglesi. Nel 1942 supera gli esami finali, quindi, come il resto della sua classe, viene subito arruolato come volontario nell'esercito tedesco, nel quale rimarrà fino alla fine della seconda guerra mondiale, in ultimo nelle truppe paracadutate, venendo ferito più volte durante il corso del conflitto.
Immatricolato dapprima come studente di Scienze Forestali presso l'Università di Monaco, Deschner frequenta lezioni di diritto, teologia, filosofia e psicologia tra il 1946 e il 1947, presso il collegio Filosofico-Teologico di Bamberga. Dal 1947 al 1951 presso l'Università di Würzburg studia letteratura tedesca contemporanea, filosofia e storia, laureandosi nel 1951 con una tesi intitolata Le liriche di Lenau come espressione della disperazione metafisica. Nello stesso anno sposa Elfi Tuch con cui ha tre figli: Katja (1951), Bärbel (1958) e Thomas (1959 - 1984).
Tra il 1954 e il 1964 Deschner risiede in un ex castello di caccia appartenente ai principi vescovi di Tretzendorf (Steigerwald), poi, per due anni, nella casa di campagna di un amico a Fischbrunn (Hersbrucker Schweiz). Da allora abita a Haßfurt. Karlheinz Deschner ha pubblicato romanzi, critica letteraria, saggi, aforismi, e la storia critica della religione e della Chiesa (Storia criminale del cristianesimo e altri saggi). Tenne, nel corso degli anni, più di 2.000 conferenze pubbliche.
Nel 1971, in seguito a una conferenza, è stato chiamato a giudizio davanti a un tribunale di Norimberga, con l'accusa di "vilipendio alla Chiesa". È stato assolto dall'accusa, ma le sue opere sono rimaste in gran parte inedite fino agli anni ottanta, quando sono stati tradotte e pubblicate in Spagna, Svizzera, Italia e Polonia. A partire da fine anni novanta molti dei suoi saggi sono stati tradotti in italiano, come ad esempio Il gallo cantò ancora, una delle sue opere più note, pubblicato in Germania nel 1962, tradotto in norvegese nel 1972, e pubblicato in Italia nel 1998.
Durante l'estate del 1987 Deschner tiene un corso dal titolo Storia criminale della cristianità all'Università di Münster. Dal 1988 Deschner gode di crescente approvazione presso il pubblico, cosa che trova espressione nell'assegnazione di numerosi premi ed onorificenze per la sua opera. Deschner ha infatti vinto alcuni premi letterari tra cui i premi Arno Schmidt (1988) e Erwin Fischer (2001). Inoltre, è stato membro del Dipartimento di Scienza Storica dell'Accademia Serba delle Scienze e delle Arti.

## Storia criminale del cristianesimo
Dal 1970 Deschner è al lavoro al suo ambizioso progetto Storia criminale del cristianesimo. Deschner è in grado di dedicarsi completamente, senza preoccupazioni d'ordine economico, alla sua opera principale, grazie al sostegno offerto da alcuni mecenati, tra cui gli industriali Herbert Steffen e Alfred Schwarz. Quest'ultimo ha potuto festeggiare con Deschner la pubblicazione del Tomo I nel settembre 1986, ma non è vissuto abbastanza per vedere pubblicato anche il secondo. L'industriale tedesco Herbert Steffen ha continuato a sostenere il lavoro di Deschner. Per qualche tempo, un mecenate aveva finanziato un team di storici che doveva aiutare l'autore a valutare le fonti.
L'esperimento fu però interrotto dopo poco perché il materiale che gli storici fornivano non era, secondo il giudizio di Deschner, sufficientemente esatto e per tale ragione egli fu costretto a organizzare in prima persona le ricerche. Il completamento dell'intera opera è avvenuto nel 2013, con la pubblicazione del decimo e ultimo volume. Il curatore editoriale dell'intera opera, è stato Carlo Modesti Pauer che ne ha anche curato più volte la presentazione in occasione di manifestazioni culturali. Nella serie di libri, Deschner tende a dimostrare, attraverso un attento e documentato studio della storia, le contraddizioni che caratterizzano la dottrina religiosa e i molteplici atti criminali di cui si è macchiato il clero nei secoli. Storia criminale del Cristianesimo è stata pubblicata in Italia da Ariele Editore.

## Opere (parziale)

### Saggistica
- Ein Jahrhundert Heilsgeschichte. Die Politik der Päpste im Zeitalter der Weltkriege. 2 Bände. Kiepenheuer & Witsch, Köln 1982/83, Con Dio e con il Führer. La politica dei papi durante il nazionalsocialismo, Pironti, 1997. ISBN 887937169X
  - nuova edizione: Die Politik der Papste im 20. Jahrhundert, La politica dei papi nel XX sec. Vol. 1: Da Leone XIII 1878 fino a Pio XI 1939, Ariele, 2009, La politica dei papi nel XX sec. Vol. 2: Da Pio XII 1939 fino a Giovanni Paolo II 1991, Ariele, 2011.
- Il gallo cantò ancora, Massari, 1998. ISBN 884570128X
- La croce della Chiesa. Storia del sesso nel cristianesimo, Massari, 2000. ISBN 8845701506
- Storia criminale del cristianesimo
  - Storia criminale del cristianesimo. Tomo I: L'età arcaica, Ariele, 2000. ISBN 8886480709
  - Storia criminale del cristianesimo. Tomo II: Il tardo antico, Ariele, 2001. ISBN 8886480717
  - Storia criminale del cristianesimo. Tomo III: La Chiesa antica, Ariele, 2002. ISBN 8886480660
  - Storia criminale del cristianesimo. Tomo IV: L'alto Medioevo, Ariele, 2003. ISBN 8886480679
  - Storia criminale del cristianesimo. Tomo V: IX e X secolo, Ariele, 2004. ISBN 8886480687
  - Storia criminale del cristianesimo. Tomo VI: XI e XII secolo, Ariele, 2005. ISBN 8886480695
  - Storia criminale del cristianesimo. Tomo VII: XIII e XIV secolo, Ariele, 2006. ISBN 8886480652
  - Storia criminale del cristianesimo. Tomo VIII: XV e XVI secolo, Ariele, 2007. ISBN 888648075X
  - Storia criminale del cristianesimo. Tomo IX: XVI, XVII e XVIII secolo, Ariele, 2010. ISBN 8886480768
  - Storia criminale del cristianesimo. Tomo X: XVIII secolo e uno sguardo sul periodo successivo, Ariele, 2013.
- Opus diaboli, con Introduzione di Quirino Principe, Liberilibri, Macerata 2003. ISBN 8885140343
- Anticatechismo - 200 ragioni contro le Chiese e a favore del mondo, Massari, 2002. ISBN 8845701719
- La Chiesa che mente. I retroscena storici delle falsificazioni ecclesiastiche, Massari, 2001. ISBN 8845701654
- Sopra di noi... niente. Per un cielo senza dèi e per un mondo senza preti, Ariele, 2008. ISBN 8886480814
- Mit Gott und den Faschisten, 1965, 2012/2013, Con Dio e con i fascisti, Massari, 2016